# Hermann Eduard Hartmann

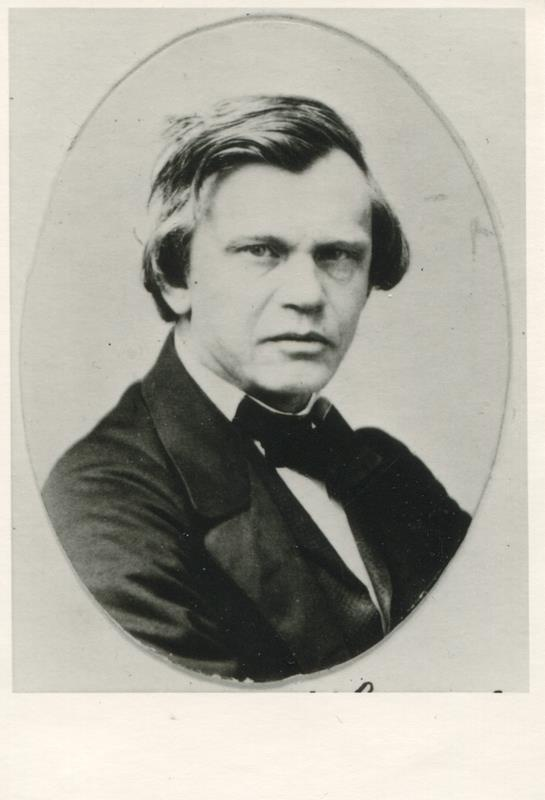
Hermann Eduard Hartmann (1840)

Hermann Eduard Hartmann (* 20. Julijul. / 1. August 1817greg. in Dorpat, Gouvernement Livland; † 26. Dezember 1880jul. / 7. Januar 1881greg. ebenda) war ein deutschbaltischer Maler und Graphiker.

## Leben
Hermann Eduard Hartmann wurde im Kaiserreich Russland in der livländischen Universitätsstadt Dorpat geboren, wo er von 1827 bis 1835 das Gymnasium besuchte. Hartmann studierte zunächst in Dorpat bei dem deutschbaltischen Maler August Matthias Hagen (1794–1878). Von 1836 bis 1840 ging er zur künstlerischen Ausbildung nach Düsseldorf und München.
In seine baltische Heimat zurückgekehrt war Hartmann von 1841 bis 1845 Zeichenlehrer am livländischen Landesgymnasium Birkenruh  bei Wenden. 1845 ließ er sich in Dorpat nieder. Im selben Jahr verlieh ihm die Russische Kunstakademie in Sankt Petersburg den Titel eines freischaffenden Künstlers. Daneben war er in verschiedenen Kommunalämtern tätig.
Ab 1860 war Hartmann langjähriger Konservator der Sammlungen der Gelehrten Estnischen Gesellschaft.

## Werk

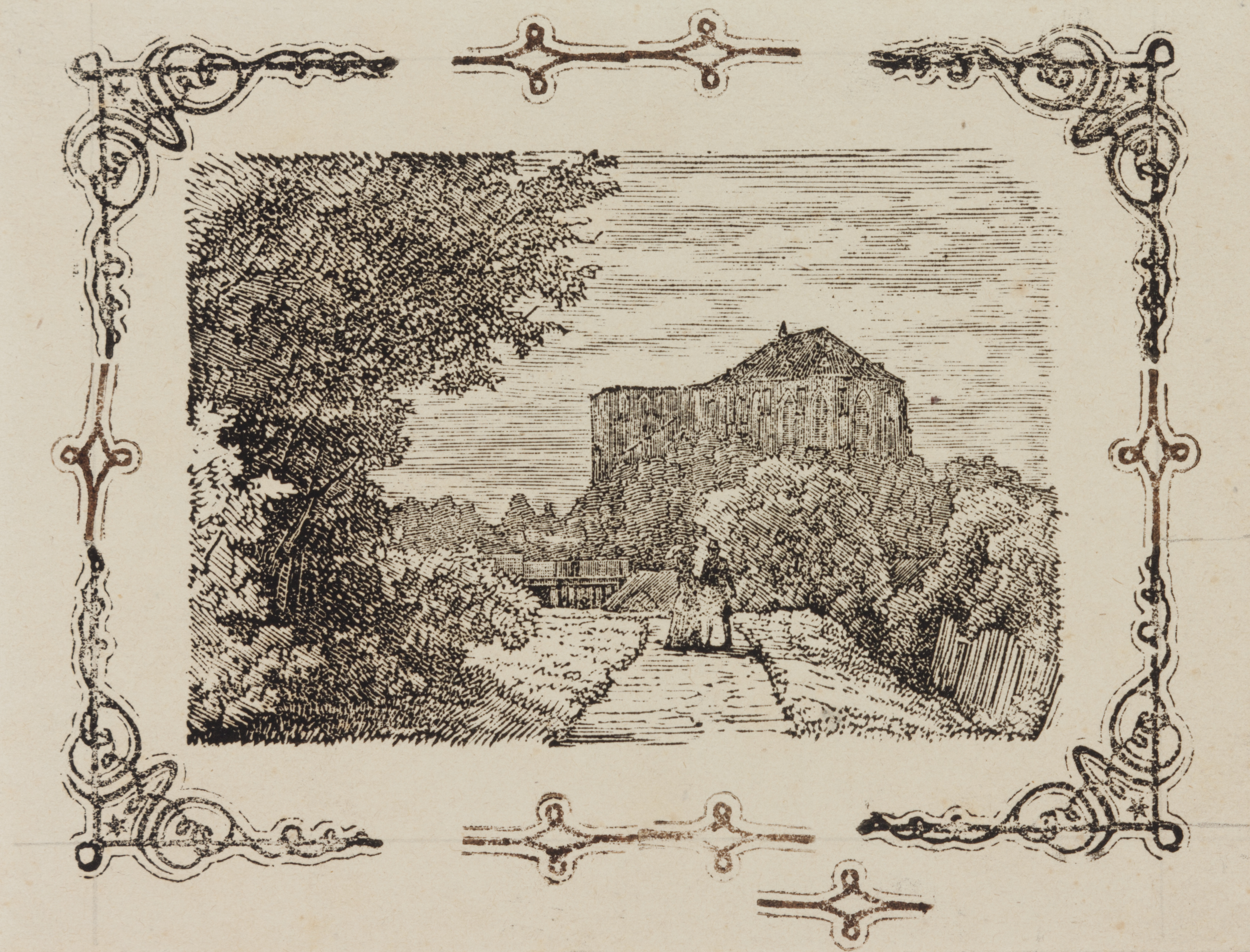

Hermann Eduard Hartmann wurde vor allem als genauer Porträt- und Landschaftsmaler bekannt. Berühmt sind auch seine Holzschnitte mit Stadt- und Landschaftsansichten sowie des Tartuer Studentenlebens, die in zahlreichen estländischen und livländischen Zeitungen und Kalendern erschienen.
Hartmann war daneben 1871 Herausgeber des Katalogs Das Vaterländische Museum zu Dorpat oder die Sammlungen der gelehrten estnischen Gesellschaft und des Central-Museum vaterländischer Althertümer der Kaiserlichen Universität zu Dorpat, zu dem er eigene Illustrationen beisteuerte.